# Korttojärvi (sjö i Finland)
Korttojärvi är en sjö i Finland. Den ligger i kommunen Torneå i landskapet Lappland, i den norra delen av landet, 700 km norr om huvudstaden Helsingfors. Korttojärvi ligger 101,4 meter över havet. Arean är 17,2 hektar och strandlinjen är 1,98 kilometer lång. Sjön  ingår i Kaakamojokis huvudavrinningsområde. 